# عبدالعزیز المشعان
عبدالعزیز المشعان (عربی: عبدالعزيز أحمد المشعان العنزي؛ زادهٔ ۱۹ اکتبر ۱۹۸۸) یک بازیکن فوتبال اهل کویت است.
وی همچنین در تیم ملی فوتبال کویت بازی کرده‌است.